# Denis Tsjerysjev
Denis Dmitrijevitsj Tsjerysjev (Engels: Cheryshev; Russisch: Денис Дмитриевич Черышев) (Nizjni Novgorod, 26 december 1990) is een Russisch voetballer die doorgaans als linksbuiten speelt. Hij verruilde Valencia in augustus 2022 transfervrij voor Venezia. Tsjerysjev debuteerde in 2012 in het Russisch voetbalelftal.

## Carrière

### Jeugd
Tsjerysjev werd geboren in de voormalige Sovjet-Unie. Toen zijn vader Dmitri bij Sporting Gijón ging voetballen, werd hijzelf opgenomen in de jeugdopleiding. Op het moment dat zijn vader bij Burgos CF tekende, verhuisde hij mee. Toen was hij negen jaar oud.

### Real Madrid
Tsjerysjev verhuisde in 2002 naar de jeugdopleiding van Real Madrid. Tussen 2009 en 2013 speelde hij 100 wedstrijden voor Real Madrid B, waarin hij 22 keer wist te scoren. Hij was samen met Jesé Rodríguez en Joselu een belangrijke kracht in het seizoen 2011/12, waarin Real Madrid Castilla voor het eerst in vijf jaar terug naar de Segunda División promoveerde. Tsjerysjev maakte op 17 augustus 2012 zijn debuut in de Segunda División A, tegen Villarreal.
Real verhuurde Tsjerysjev op 2 september 2013 voor één seizoen aan Sevilla. Hier mocht hij vier competitiewedstrijden in de Primera División meedoen. Ook maakte hij in dienst van Sevilla zijn debuut in de UEFA Europa League, die de club dat jaar won. Doordat hij één keer meedeed in het toernooi, kreeg ook hij de prijs op zijn naam.
Real verhuurde Tsjerysjev op 28 juni 2014 voor de rest van het seizoen aan Villarreal. Hiervoor speelde hij dat seizoen 26 wedstrijden in de Primera División, waarin hij met de club als zesde eindigde. Daarnaast speelde hij dat jaar nog acht wedstrijden in de Europa League, waarin hij ook zijn eerste twee doelpunten maakte.
Tsjerysjev maakte op 19 september 2015 zijn competitiedebuut in het eerste team van Real Madrid. Hij viel die dag in de tweede helft in tegen Granada. Twee maanden later maakte hij twee doelpunten tijdens een wedstrijd in het toernooi om de Copa del Rey tegen Cádiz. Hij had die wedstrijd alleen niet op het veld mogen staan vanwege een openstaande schorsing. Real werd daarom uit het bekertoernooi gezet. Tsjerysjev kwam die seizoenshelft nog één competitiewedstrijd in actie. Ook debuteerde hij in de UEFA Champions League. Real verhuurde hem in februari 2016 vervolgens voor een half jaar aan Valencia.

### Villarreal
Tsjerysjev tekende in juni 2016 een contract tot medio 2021 bij Villarrea[, de nummer vier van de Primera División in het voorgaande seizoen. Dat betaalde circa €10.000.000,- voor hem.

## Clubstatistieken
| Seizoen     | Club         | Competitie         | Competitie | Competitie | Competitie | Beker | Beker | Beker | Internationaal | Internationaal | Internationaal | Totaal | Totaal | Totaal |
| Seizoen     | Club         | Competitie         | Wed.       | Dlp.       | Ass.       | Wed.  | Dlp.  | Ass.  | Wed.           | Dlp.           | Ass.           | Wed.   | Dlp.   | Ass.   |
| ----------- | ------------ | ------------------ | ---------- | ---------- | ---------- | ----- | ----- | ----- | -------------- | -------------- | -------------- | ------ | ------ | ------ |
| 2008/09     | RM Castilië  | Segunda División B | 9          | 0          | 0          | —     | —     | —     | —              | —              | —              | 9      | 0      | 0      |
| 2009/10     | RM Castilië  | Segunda División B | 32         | 3          | 0          | —     | —     | —     | —              | —              | —              | 32     | 3      | 0      |
| 2010/11     | RM Castilië  | Segunda División B | 31         | 8          | 2          | —     | —     | —     | —              | —              | —              | 31     | 8      | 2      |
| 2011/12     | RM Castilië  | Segunda División B | 3          | 0          | 2          | —     | —     | —     | —              | —              | —              | 3      | 0      | 2      |
| 2012/13     | RM Castilië  | La Liga 2          | 34         | 11         | 8          | —     | —     | —     | —              | —              | —              | 34     | 11     | 8      |
| Club Totaal | Club Totaal  | Club Totaal        | 109        | 22         | 12         | 0     | 0     | 0     | 0              | 0              | 0              | 109    | 22     | 12     |
| 2012/13     | Real Madrid  | La Liga            | 0          | 0          | 0          | 1     | 0     | 0     | 0              | 0              | 0              | 1      | 0      | 0      |
| Club Totaal | Club Totaal  | Club Totaal        | 0          | 0          | 0          | 1     | 0     | 0     | 0              | 0              | 0              | 1      | 0      | 0      |
| 2013/14     | → Sevilla    | La Liga            | 4          | 0          | 0          | 0     | 0     | 0     | 1              | 0              | 0              | 5      | 0      | 0      |
| Club Totaal | Club Totaal  | Club Totaal        | 4          | 0          | 0          | 0     | 0     | 0     | 1              | 0              | 0              | 5      | 0      | 0      |
| 2014/15     | → Villarreal | La Liga            | 26         | 4          | 9          | 6     | 1     | 0     | 8              | 2              | 1              | 40     | 7      | 10     |
| Club Totaal | Club Totaal  | Club Totaal        | 26         | 4          | 9          | 6     | 1     | 0     | 8              | 2              | 1              | 40     | 7      | 10     |
| 2015/16     | Real Madrid  | La Liga            | 2          | 0          | 1          | 1     | 1     | 0     | 3              | 0              | 0              | 6      | 1      | 1      |
| Club Totaal | Club Totaal  | Club Totaal        | 2          | 0          | 1          | 2     | 1     | 0     | 3              | 0              | 0              | 7      | 1      | 1      |
| 2015/16     | → Valencia   | La Liga            | 7          | 3          | 0          | 1     | 0     | 0     | 0              | 0              | 0              | 8      | 3      | 0      |
| Club Totaal | Club Totaal  | Club Totaal        | 7          | 3          | 0          | 1     | 0     | 0     | 0              | 0              | 0              | 8      | 3      | 0      |
| 2016/17     | Villarreal   | La Liga            | 11         | 0          | 0          | 1     | 0     | 2     | 6              | 0              | 0              | 18     | 0      | 2      |
| 2017/18     | Villarreal   | La Liga            | 24         | 2          | 2          | 3     | 1     | 0     | 5              | 1              | 1              | 32     | 4      | 3      |
| Club Totaal | Club Totaal  | Club Totaal        | 61         | 6          | 11         | 10    | 2     | 2     | 19             | 3              | 2              | 90     | 11     | 15     |
| 2018/19     | → Valencia   | La Liga            | 27         | 2          | 2          | 7     | 1     | 1     | 7              | 1              | 2              | 41     | 4      | 5      |
| 2019/20     | Valencia     | La Liga            | 24         | 1          | 2          | 1     | 0     | 0     | 6              | 2              | 0              | 31     | 3      | 2      |
| 2020/21     | Valencia     | La Liga            | 21         | 0          | 3          | 1     | 0     | 0     | —              | —              | —              | 22     | 0      | 3      |
| 2021/22     | Valencia     | La Liga            | 17         | 0          | 2          | 3     | 1     | 0     | —              | —              | —              | 20     | 1      | 2      |
| Club Totaal | Club Totaal  | Club Totaal        | 96         | 6          | 9          | 13    | 2     | 1     | 13             | 3              | 2              | 122    | 11     | 12     |
| 2022/23     | Venezia      | Serie B            | 24         | 4          | 2          | 0     | 0     | 0     | —              | —              | —              | 24     | 4      | 2      |
| 2023/24     | Venezia      | Serie B            | 9          | 0          | 0          | 1     | 0     | 0     | —              | —              | —              | 10     | 0      | 0      |
| Club Totaal | Club Totaal  | Club Totaal        | 33         | 4          | 2          | 1     | 0     | 0     | 0              | 0              | 0              | 34     | 4      | 2      |
| 2024/25     | Panionios    | Super League 2     | 16         | 1          | 4          | 3     | 3     | 0     | —              | —              | —              | 19     | 4      | 4      |
| Club Totaal | Club Totaal  | Club Totaal        | 16         | 1          | 4          | 3     | 3     | 0     | 0              | 0              | 0              | 19     | 4      | 4      |
| TOTAAL      | TOTAAL       | TOTAAL             | 321        | 39         | 39         | 29    | 8     | 3     | 36             | 6              | 4              | 386    | 53     | 46     |

## Interlandcarrière
Tsjerysjev debuteerde op 15 november 2012 in het Russisch voetbalelftal, in een oefeninterland tegen de Verenigde Staten. Hij viel in dat duel na tachtig minuten in voor Maksim Grigorjev. Tsjerysjev scoorde op donderdag 14 juni tweemaal voor zijn vaderland in de openingswedstrijd van het WK 2018, tegen Saoedi-Arabië (5-0). Dit waren zijn eerste doelpunten als international. Hij scoorde vijf dagen later ook in de met 3–1 gewonnen groepswedstrijd tegen Egypte. In de kwartfinale tegen Kroatië maakte hij zijn vierde doelpunt van het toernooi.
| Interlands van Denis Tserysjev voor Rusland | Interlands van Denis Tserysjev voor Rusland | Interlands van Denis Tserysjev voor Rusland | Interlands van Denis Tserysjev voor Rusland | Interlands van Denis Tserysjev voor Rusland | Interlands van Denis Tserysjev voor Rusland | Interlands van Denis Tserysjev voor Rusland |
| №                                           | Datum                                       | Wedstrijd                                   | Uitslag                                     | Soort wedstrijd                             | Goals                                       |                                             |
| Als speler bij Real Madrid                  | Als speler bij Real Madrid                  | Als speler bij Real Madrid                  | Als speler bij Real Madrid                  | Als speler bij Real Madrid                  | Als speler bij Real Madrid                  | Als speler bij Real Madrid                  |
| ------------------------------------------- | ------------------------------------------- | ------------------------------------------- | ------------------------------------------- | ------------------------------------------- | ------------------------------------------- | ------------------------------------------- |
| 1.                                          | 14 november 2012                            | Rusland – Verenigde Staten                  | 2 – 2                                       | Vriendschappelijk                           |                                             |                                             |
| 2.                                          | 14 augustus 2013                            | Noord-Ierland – Rusland                     | 1 – 0                                       | Kwalificatie WK 2014                        |                                             |                                             |
| Als speler bij Villarreal                   |                                             |                                             |                                             |                                             |                                             |                                             |
| 3.                                          | 3 september 2014                            | Rusland – Azerbeidzjan                      | 4 – 0                                       | Vriendschappelijk                           |                                             |                                             |
| 4.                                          | 8 september 2014                            | Rusland – Liechtenstein                     | 4 – 0                                       | Kwalificatie EK 2016                        |                                             |                                             |
| 5.                                          | 12 oktober 2014                             | Rusland – Moldavië                          | 1 – 1                                       | Kwalificatie EK 2016                        |                                             |                                             |
| 6.                                          | 15 november 2014                            | Oostenrijk – Rusland                        | 1 – 0                                       | Kwalificatie EK 2016                        |                                             |                                             |
| 7.                                          | 18 november 2014                            | Hongarije – Rusland                         | 1 – 2                                       | Vriendschappelijk                           |                                             |                                             |
| Als speler bij Real Madrid                  |                                             |                                             |                                             |                                             |                                             |                                             |
| 8.                                          | 12 oktober 2015                             | Rusland – Montenegro                        | 2 – 0                                       | Kwalificatie EK 2016                        |                                             |                                             |
| 9.                                          | 17 november 2015                            | Rusland – Kroatië                           | 1 – 3                                       | Vriendschappelijk                           |                                             |                                             |
| Als speler bij Villarreal                   |                                             |                                             |                                             |                                             |                                             |                                             |
| 10.                                         | 27 maart 2018                               | Rusland – Frankrijk                         | 1 – 3                                       | Vriendschappelijk                           |                                             |                                             |
| 11.                                         | 30 mei 2018                                 | Oostenrijk – Rusland                        | 1 – 0                                       | Vriendschappelijk                           |                                             |                                             |
| 12.                                         | 14 juni 2018                                | Rusland – Saoedi-Arabië                     | 5 – 0                                       | WK 2018                                     | 43', 90'                                    |                                             |
| 13.                                         | 19 juni 2018                                | Rusland – Egypte                            | 3 – 1                                       | WK 2018                                     | 59'                                         |                                             |
| 14.                                         | 25 juni 2018                                | Uruguay – Rusland                           | 3 – 0                                       | WK 2018                                     |                                             |                                             |
| 15.                                         | 1 juli 2018                                 | Spanje – Rusland                            | 1 – 1 w.n.s.                                | WK 2018                                     |                                             |                                             |
| 16.                                         | 7 juli 2018                                 | Rusland – Kroatië                           | 2 – 2 v.n.s.                                | WK 2018                                     | 31'                                         |                                             |

Bijgewerkt op 12 juli 2018.

## Erelijst
| Competitie         |         |         |         |         |
| Competitie         | Aantal  | Jaren   |         |         |
| Sevilla            | Sevilla | Sevilla | Sevilla | Sevilla |
| ------------------ | ------- | ------- | ------- | ------- |
| UEFA Europa League | 1x      | 2013/14 |         |         |
| Valencia CF        |         |         |         |         |
| Copa del Rey       | 1x      | 2018/19 |         |         |

1 Mäenpää ·
6 Busio ·
7 Zampano ·
8 Tessmann ·
9 Redan ·
11 Novakovich ·
12 Bertinato ·
13 Modolo  ·
17 Johnsen ·
18 Jajalo ·
19 Ciervo ·
20 Pohjanpalo ·
21 Cheryshev ·
23 Ceppitelli ·
24 Neri ·
25 Pierini ·
27 Candela ·
28 Leal ·
30 Svoboda ·
33 Sverko ·
38 Andersen ·
44 Carboni ·
55 Hristov ·
62 Milanese ·
66 Joronen ·
77 Ellertsson ·
94 Beghetto ·
Coach: Vanoli
1 Akinfejev ·
2 Fernandes ·
3 Koetepov ·
4 Ignasjevitsj ·
5 Semjonov ·
6 Tsjerysjev ·
7 Koezjajev ·
8 Gazinski ·
9 Dzagojev ·
10 Smolov ·
11 Zobnin ·
12 Loenjov ·
13 Koedrjasjov ·
14 Granat ·
15 Aleksej Mirantsjoek ·
16 Anton Mirantsjoek ·
17 Golovin ·
18 Zjirkov ·
19 Samedov ·
20 Jerochin ·
21 Sjtsjennikov ·
22 Dzjoeba ·
23 Smolnikov ·
Coach: Tsjertsjesov
1 Sjoenin ·
2 Fernandes ·
3 Divejev ·
4 Karavajev ·
5 Semjonov ·
6 Tsjerysjev ·
7 Ozdojev ·
8 Barinov ·
9 Sobolev ·
10 Zabolotni ·
11 Zobnin ·
12 Djoepin ·
13 Koedrjasjov ·
14 Dzjikija ·
15 Mirantsjoek ·
16 Safonov ·
17 Golovin ·
18 Zjirkov ·
19 Zjemaletdinov ·
20 Ionov ·
21 Fomin ·
22 Dzjoeba  ·
23 Koezjajev ·
24 Jevgenjev ·
25 Makarov ·
26 Moechin ·
Coach: Tsjertsjesov